# تايجو ملك غوريو (مسلسل)
تايجو ملك غوريو (هانغل: 태조 왕건)؛ هو مسلسل تلفزيوني كوري جنوبي، عرض عام 2000 حتى 2002 على قناة كي بي إس.

## القصة
قصة ديناميكية للإمبراطور وانغ جون الذي حقق توحيد شبه الجزيرة الكورية ووحد مملكة كوريو (الممالك الثلاث الأخيرة) دون مساعدة القوة الخارجية. أطلق الملك تايجو على نفسه اسم إمبراطور وقام بإمبراطورية مملكته الجديدة. تصور هذه الدراما التاريخية ولادة مملكة كوريو وتقدم الحياة الديناميكية للإمبراطور وانغ جون الذي كان دائمًا متواضعًا ويفكر في شعبه أولاً وسعى من أجل السلام بدلاً من شن الحروب مع الدول المجاورة.

## الاستقبال
حقق المسلسل نسبة مشاهدة عالية بالنسبة 60.2%. وتعد رقم 8 بين أعلى 50 دراما كورية في نسب المشاهدة على القنوات العامة.

## روابط خارجية
- لا بيانات لهذه المقالة على ويكي بيانات تخص الفن